# Filles de la Conception
Filles de la Conception var ett nunnekloster, beläget i Quartier de la Place-Vendôme i Paris första arrondissement. Klosterbyggnaden, dess kyrka och övriga byggnader inramades av Rue Saint-Honoré, Rue du Luxembourg (dagens Rue Cambon) och Boulevard de la Madeleine. 

## Historia
År 1635 skänkte adelsdamen Anne Petau 40 000 livres för att möjliggöra inrättandet av ett kloster för tretton systrar i Hôtel de Nesmond. Systrarna lät uppföra en liten kyrkobyggnad; för denna utförde Louis Boullogne och Louis de Boullogne den yngre den yngre målningar.
Klostret Filles de la Conception stängdes år 1790 under avkristningen under franska revolutionen och klostret och kyrkan såldes som så kallad bien national den 22 augusti 1796. På den forna klosteregendomen anlades bland annat Rue Richepanse, dagens Rue du Chevalier-de-Saint-George.